# Pâncești (Neamț)
Pâncești è un comune della Romania di 1 499 abitanti, ubicato nel distretto di Neamț, nella regione storica della Moldavia. 
Il comune è formato dall'unione di 5 villaggi: Ciurea, Holm, Pâncești, Tălpălăi, Patricheni.
Pâncești è divenuto comune autonomo nel 2004, staccandosi dal comune di Poienari.